# جاك هايمز
جاك هايمز (بالإنجليزية: Jack Himes)‏ هو لاعب كرة قاعدة أمريكي، ولد في 22 سبتمبر 1878 في برايان في الولايات المتحدة، وتوفي في 16 ديسمبر 1949 في جوليت في الولايات المتحدة.

## وصلات خارجية
- جاك هايمز على موقعبيزبول رفرنس.كوم (الدوري الرئيسي) (الإنجليزية)
- جاك هايمز على موقعبيزبول رفرنس.كوم (الدوري الثانوي) (الإنجليزية)